# Notothixos
Notothixos es un género con 14 especies de plantas de flores perteneciente a la familia Santalaceae, anteriormente clasificada dentro de la familia Viscaceae. 

## Especies seleccionadas
- Notothixos cornifolius
- Notothixos curranii
- Notothixos floccosus
- Notothixos incanus
- Notothixos ledermannii